# Casa Mercedes Soler
La Casa Mercedes Soler és un monument del municipi de Vilanova i la Geltrú (Garraf) protegit com a bé cultural d'interès local.

## Descripció
És un edifici entre mitgeres situat al costat del Teatre Principal. És de planta baixa, dos pisos i golfes, amb ràfec de gran volada. La planta baixa presenta un porta d'accés rectangular, amb una finestra rectangular a l'esquerra i una obertura modificada a la dreta. El pis principal té tres balcons, el de la dreta és independent i els altres dos queden unificats per una sola barana. Al segon pis hi ha tres obertures rectangulars i a les golfes set obertures d'arc de mig punt. Són elements remarcables els esgrafiats i el ràfec amb embigat de fusta i ceràmica ornamental.

## Història
L'actual edifici és el resultat de la unió de dues construccions anteriors bastides l'any 1835 segons consta a la llinda de la porta d'accés. Van ser les primeres cases aixecades a la Rambla Principal, nucli que va assolir un gran prestigi. L'any 1946 quen era propietària Mercedes Soler, es va realitzar la reforma de la façana a fi d'unificar les construccions anteriors i, a més, es va afegir la galeria de finestres a les golfes.